# Mapho állomás
Mapho (Mapo) állomás a szöuli metró 5-ös vonalának állomása, Mapho-ku (Mapo-gu)ban található.

## Viszonylatok
| 5-ös vonal                                 | 5-ös vonal | 5-ös vonal                                                                |
| ------------------------------------------ | ---------- | ------------------------------------------------------------------------- |
| Joinaru (Yeouinaru) Panghva (Banghwa) felé | Fő vonal   | Kongdok (Gongdeok) Szangil-tong (Sangil-dong) vagy Macshon (Macheon) felé |